# Dalmatowo
Dalmatowo (russisch Далматово) ist eine Stadt in der Oblast Kurgan (Russland) mit 13.911 Einwohnern (Stand 14. Oktober 2010).

## Geographie
Die Stadt liegt östlich des Ural, im Südwesten des Westsibirischen Tieflandes, etwa 190 km nordwestlich der Oblasthauptstadt Kurgan, am linken Ufer des Flusses Isset nahe der Einmündung der Tetscha. Das Klima ist kontinental.
Die Stadt Dalmatowo ist Verwaltungszentrum des Rajons Dalmatowski.
Dalmatowo liegt an der 1933 durchgehend eröffneten Eisenbahnstrecke Jekaterinburg (damals Swerdlowsk) – Kurgan.

## Geschichte
Dalmatowo entstand 1651 als „Vorstadt“ bzw. Handelssiedlung (Sloboda) beim 1644 gegründeten Dalmat-Mariä-Entschlafens-Männerkloster (Далматовский Успенский мужской монастырь / Dalmatowski Uspenski muschskoi monastyr; benannt nach seinem Gründer Mönch Dalmat). Später wurde das Dorf Dalmatowskoje (Далматовское) genannt. Zu Beginn des 18. Jahrhunderts wurde der Ort zu einem der ersten Zentren der russischen Orthodoxie und Kultur jenseits des Ural. Im 18. Jahrhundert war Dalmatowskoje auch Verbannungsort für Altorthodoxe.

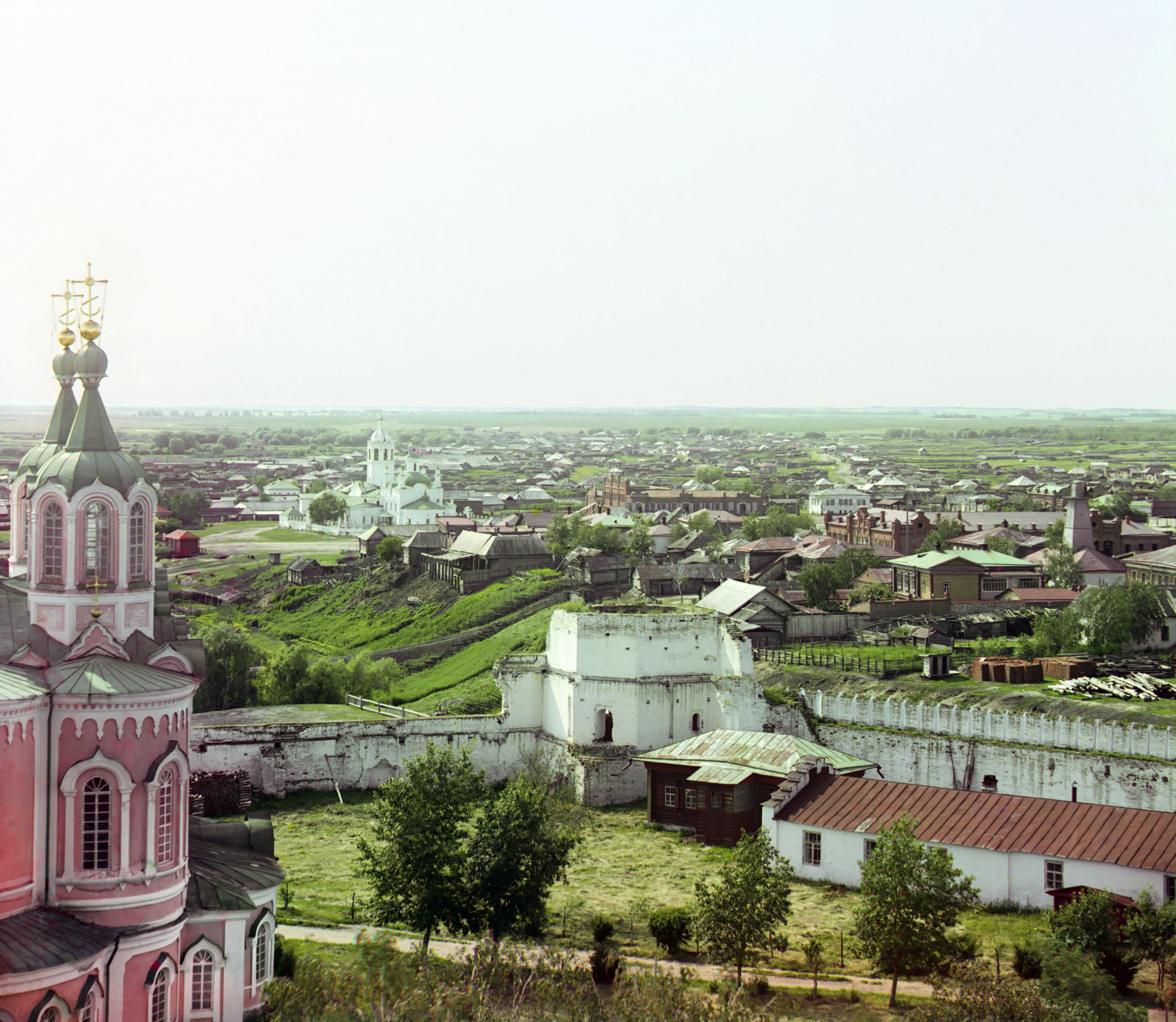
Frühe Farbaufnahme des alten Dalmatowo von Prokudin-Gorski (1912)

1781 erhielt der Ort unter dem Namen Dalmatow erstmals Stadtrecht, verlor es jedoch 1797 wieder (bis ins frühe 20. Jahrhundert wurden beide Versionen des Ortsnamens, Dalmatow und Dalmatowo, parallel verwendet). Im 19. Jahrhundert war er als regionales Zentrum des Gemüseanbaus (Gurken) und des Sammelns und Verkaufs von wildem Hopfen bekannt.
Im Oktober 1913 wurde eine Zweigstrecke der Transsibirischen Eisenbahn von Bogdanowitsch über Kamensk-Uralski (Station Sinarskaja, das damalige Kamensk bzw. Kamenski Sawod) nach Schadrinsk durch den Ort geführt. Diese Strecke wurde später zur direkten Transsib-Querverbindung Jekaterinburg – Kurgan ausgebaut, die 1933 eröffnet wurde.
1947 erhielt der Ort erneut Stadtrecht.

### Bevölkerungsentwicklung
| Jahr | Einwohner |
| ---- | --------- |
| 1897 | 564       |
| 1939 | 7.727     |
| 1959 | 11.011    |
| 1970 | 12.583    |
| 1979 | 15.325    |
| 1989 | 17.494    |
| 2002 | 14.972    |
| 2010 | 13.911    |

Anmerkung: Volkszählungsdaten

## Kultur und Sehenswürdigkeiten
In Dalmatowo gibt es ein nach dem in der Nähe geborenen und hier verstorbenen Heimatforscher Alexander Syrjanow (1830–1884) benanntes Geschichtsmuseum.
Das in der sowjetischen Zeit geschlossene und stark in Mitleidenschaft gezogene Mariä-Entschlafens-(Uspenski-)Kloster ist wieder in Betrieb. Verschiedene Bauten vom Beginn des 18. Jahrhunderts, u. a. die Klostermauer, sind erhalten und werden restauriert.

## Wirtschaft
In Dalmatowo sind Betriebe des Maschinenbaus, der Leicht- (Teppiche, Möbel) und Lebensmittelindustrie ansässig. In der Umgebung werden Getreideanbau und Viehzucht betrieben.